# جيل جيبسون
جيل جيبسون (بالإنجليزية: Jill Gibson)‏ هي رسامة وكاتبة غنائية ومغنية ومصورة أمريكية، ولدت في 18 يونيو 1942 في لوس أنجلوس في الولايات المتحدة.

## وصلات خارجية
- جيل جيبسون على موقع ميوزك برينز (الإنجليزية)
- جيل جيبسون على موقع ديسكوغز (الإنجليزية)